# MAPK8
La MAP quinasa 8 (MAPK8) es una enzima codificada en humanos por el gen mapk8.
La MAPK8 pertenece a la familia de las MAP quinasas. Las MAP quinasas actúan como punto de integración de múltiples señales bioquímicas, y están implicadas en una amplia variedad de procesos celulares tales como proliferación celular, diferenciación celular, regulación de la transcripción y desarrollo. La MAPK8 es activada por diversos estímulos celulares y factores de transcripción específicos, actuando como mediador de la expresión génica inmediata en respuesta a determinados estímulos. La activación de esta quinasa por el factor de necrosis tumoral alfa (TNF-α) parece ser necesaria en el proceso de apoptosis inducida por TNF-α. La MAPK8 también está implicada en la apoptosis inducida por radiación UV, que se piensa que está relacionada con la ruta de muerte celular mediada por citocromo c. Estudios de este gen llevados a cabo en ratones sugieren que esta quinasa juega un papel clave en la proliferación, diferenciación y apoptosis de linfocitos T. Se han descrito cuatro variantes transcripcionales de este gen, que codifican diversas isoformas de la quinasa.

## Interacciones
La proteína MAPK8 ha demostrado ser capaz de interaccionar con:
- SPIB[4]
- DUSP1[5]
- ATF2[6][7][8][9]
- SH3BP5[10]
- GSTP1[11]
- MAPK8IP1[12][13]
- MAP2K7[9][14]
- CRK[15]
- MAP2K4[16][17][8][9][14]
- DUSP22[18]
- Myc[19]
- MAP3K2[14]
- DUSP10[20]
- REL[21]
- MAPK8IP3[22][23]
- IRS1[24][25]
- MAP3K1[26]
- c-Jun[27][28][1][29][30][21][31][9]